# Intergovernmental Committee on Refugees
Das Intergovernmental Committee on Refugees (ICR) – seltener auch als Intergovernmental Committee on Political Refugees oder auch Comité d’Évian bezeichnet, abgekürzt auch IGC, teils auch IGCR – wurde 1938 durch die Konferenz von Évian gebildet, um in Verhandlungen weitere Einreisekontingente für jüdische Flüchtlinge aus Deutschland und Österreich zu schaffen, sowie eine geordnete Ausreise mit deutschen Stellen abzustimmen. Im Verlauf und nach dem Zweiten Weltkrieg war die Organisation für die Umsiedlung von Displaced Persons zuständig.

## Evian-Konferenz und jüdische Einreisekontingente

### Zusammensetzung

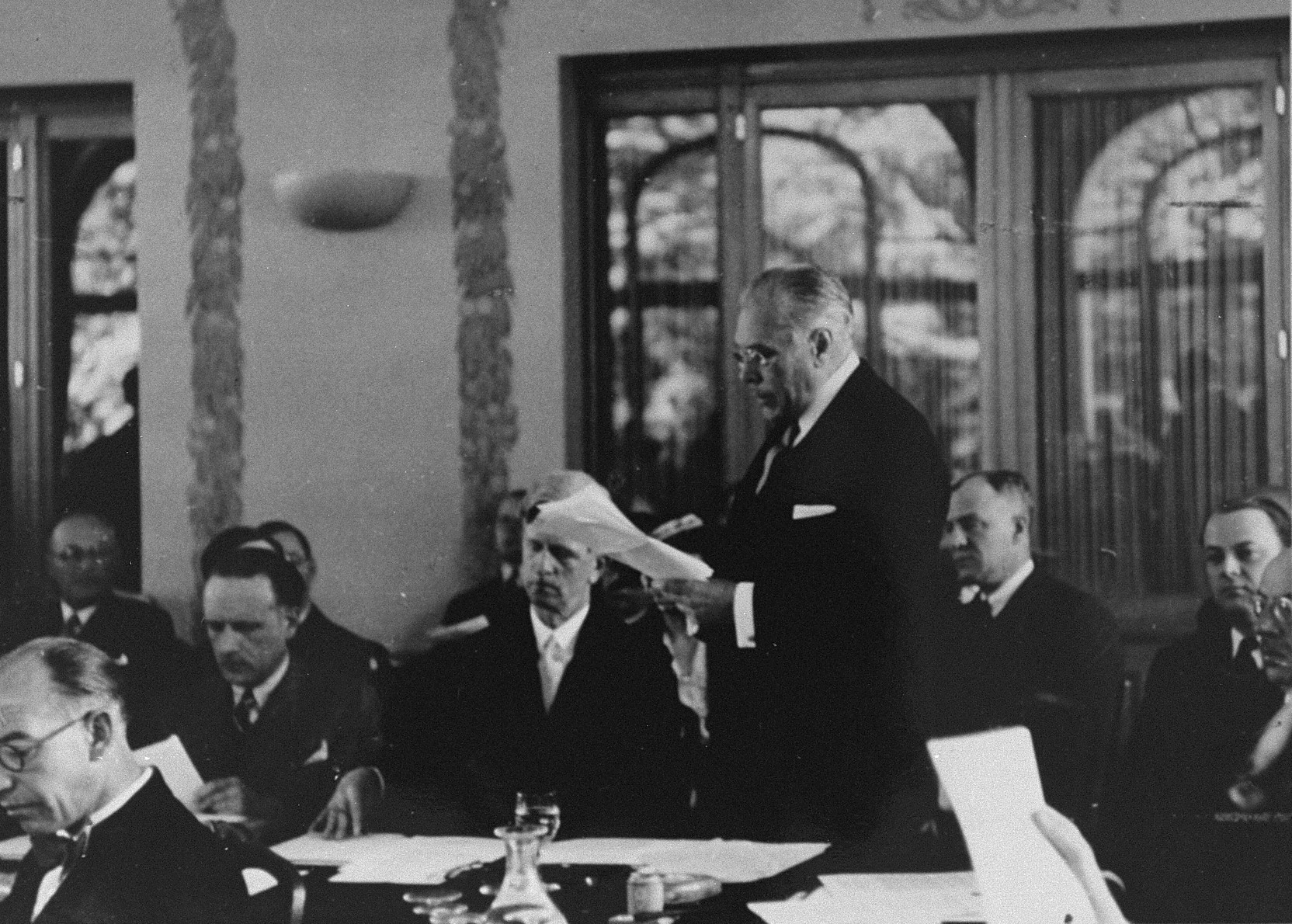
Myron Taylor eröffnet die Konferenz von Evian

Das ICR setzte sich zusammen aus Regierungsvertretern, die von den meisten der an der Konferenz beteiligten 32 Staaten entsandt wurden. Informell bildete sich aus diesem Kreis ein Rat aus sechs Mitgliedern, von denen Lord Winterton (Großbritannien), Henri Bérenger (Frankreich) und Myron Charles Taylor (USA) führend hervortraten. Mit den eigentlichen Verhandlungen wurde ein Direktorium betraut, das von den beiden Amerikanern George Rublee und Robert Pell geleitet wurde.
Rublee, der seine Mitwirkung auf sechs Monate begrenzt hatte, wurde vom vormaligen Hochkommissar für Flüchtlingsfragen beim Völkerbund ersetzt, dem Briten Herbert Emerson.

### Erste Kontakte
Bereits vier Tage bevor das ICR am 6. August 1938 zu einer ersten Sitzung zusammentraf, fragte der britische Botschafter Nevile Henderson offiziell bei Staatssekretär Ernst von Weizsäcker an, ob er die Verhandlungsführer empfangen wolle. Zweck der angestrebten Besprechung sei die Schaffung „…einer geordneten Grundlage für den Abtransport von Juden ins Ausland…“. Weizsäcker lehnte Verhandlungen ab und verwies auf den Misserfolg der Konferenz von Évian, die keine nennenswerten Aufnahmekontingente geschaffen habe. Deutschland sei nicht willens und in der Lage, den Flüchtlingen Devisen mitzugeben. Ebenso erfolglos blieben die Ersuchen der Botschafter der Vereinigten Staaten und Frankreichs.
Nach den Novemberpogromen 1938 wandelte sich die Gesprächsbereitschaft der deutschen Seite. Hermann Göring wollte „die jüdische Auswanderung“ mit allen Mitteln fördern und ließ Reinhard Heydrich eine „Reichszentrale für jüdische Auswanderung“ in Berlin schaffen (Januar/Februar 1939). Es kam durch Mittelsmänner zu informellen Kontakten, die vertraulich behandelt wurden. Hjalmar Schacht reiste mit Hitlers Einverständnis im Dezember 1938 nach London, wo er sich „als Privatmann“ mit Rublee traf.

### Deutsche Vorschläge
Auch im SD-Hauptamt war man zu dieser Zeit zur Einsicht gekommen, dass selbst bei günstigsten Bedingungen vermutlich 200.000 Juden wegen Alter und Krankheit „nicht auswanderungsfähig“ seien. Die Unterstützungskosten für die im Reich zurückbleibenden Juden sollten möglichst von Glaubensgenossen aus dem Ausland, ersatzweise durch beschlagnahmte Vermögenswerte der Flüchtlinge aufgebracht werden.
Schacht unterbreitete Rublee einen konkreteren Plan. Binnen der nächsten fünf Jahre sollten alle erwerbsfähigen Juden Deutschland verlassen. Ihr Vermögen sollte beschlagnahmt und die Mittel hauptsächlich für den Unterhalt der noch in Deutschland verbleibenden älteren Juden benutzt werden. Ein Viertel der Erlöse sollte in einen Treuhandfonds gehen, der allerdings erst bei guter Devisenlage transferiert werden könne. Rublee sollte den Regierungsvertretern des ICR vorschlagen, die Devisen für das „Vorzeigegeld“ von zunächst 150.000 Emigranten vorzuschießen.
Am 20. Januar 1939 wurde Schacht als Reichsbankpräsident entlassen. Rublee traf sich jedoch bereits am nächsten Tag mit Hermann Göring, der sich informiert zeigte und den Ministerialdirigenten Helmuth Wohlthat mit der Fortführung der Gespräche betraute.

### Reaktionen
Joachim von Ribbentrop, der sich von Schacht übergangen fühlen konnte, stand dem Plan eher ablehnend gegenüber und wollte die Vermögenswerte einbehalten. Auch Reinhard Heydrich, der seit dem 24. Januar 1939 die „Reichszentrale für die jüdische Auswanderung“ leitete, wollte sich nicht auf diese Planung verlassen. Er beabsichtigte, eine „Reichsvereinigung der Juden in Deutschland“ zu schaffen und diese wie die internationalen jüdischen Hilfsorganisationen für die Devisenbeschaffung und Einwanderungsgenehmigungen in die Pflicht zu nehmen.
Tatsächlich beschränkten sich die Regierungsvertreter des ICR in ihrer Sitzung Mitte Februar 1939 auf die unverbindlichen Aussagen, die „Möglichkeiten zur ständigen Aussiedlung ‚unfreiwilliger Aussiedler’ aus Deutschland … zu fördern“ und die Finanzierungspläne „zur Kenntnis“ zu nehmen. Konkrete Zusagen fehlten. Zwar wurden Ländernamen wie Madagaskar genannt und vier Kommissionen in mögliche Aufnahmeländer geschickt. Doch im April 1939 stellte das ICR fest, dass nur landwirtschaftliche Arbeiter und einige Spezialisten sowie Kapitalgeber erwünscht wurden; keinesfalls dürfe der eigene Arbeitsmarkt belastet werden.
Während die langwierigen Gespräche mit deutschen Stellen weiter andauerten, konnte Heydrich auf seinen Erfolg hinweisen, binnen dreier Monate fast 20.000 Juden aus Deutschland geschafft zu haben. Wenige Monate später durchkreuzte der Beginn des Zweiten Weltkrieges die unausgereiften Pläne des ICR.

## Bermuda-Konferenz und DP-Umsiedlung
Die Suche nach Zufluchtsorten blieb erfolglos und das ICR stellte seine Arbeit in den ersten Kriegsjahren ein, ohne indes die Organisation aufzulösen. Bei der Bermuda-Konferenz, die am 19. April 1943 von den Vereinigten Staaten und Großbritannien einberufen wurde und Probleme der Kriegsflüchtlinge lösen sollte, wurde beschlossen, das ICR zu reaktivieren. Obwohl das ICR als wichtiges Instrument zur eilbedürftigen Rettung und Unterstützung der Juden wirken sollte (Hilferufe vom Warschauer Ghettoaufstand waren zwei Tage nach Beginn der Bermuda-Konferenz im Westen eingegangen), trat das Exekutivorgan des ICR erst im August zusammen und beschloss im Jahr 1943 kein einziges Rettungs- oder Hilfsprojekt.
Im August 1943 erkannte das Exekutivkomitee des ICR an, dass die Kriegsumstände es notwendig machten, sich über das ursprüngliche Mandat hinaus um Menschen zu kümmern, die aus religiösen, rassischen oder politischen Gründen aus Angst um ihr Leben und ihre Freiheit heimatlos geworden waren. Mit der im gleichen Jahr gegründeten United Nations Relief and Rehabilitation Administration (UNRRA) sollte eine arbeitsteilige Hilfe organisiert werden. Das ICR würde sich um die Umsiedlung von displaced Persons kümmern, die nicht in ihre Heimatländer zurückkehren wollten oder konnten und die UNRRA würde dagegen die Rückführungen in die jeweiligen Heimatländer organisieren. Im Juni 1947 stellte das ICR diese Arbeit ein, wurde aufgelöst und durch die International Refugee Organization (IRO) ersetzt.